# Sierra de Tabasco
La Sierra de Tabasco es un macizo montañoso cuyas elevaciones no sobrepasan los 1 000 m s. n. m. localizado en la parte sur del estado de Tabasco, México, y que atraviesa los municipios de Huimanguillo, Teapa, Tacotalpa y Macuspana, conformando las últimas estribaciones de la Sierra Madre de Chiapas antes de entrar en la llanura tabasqueña.
La sierra de Tabasco está formada por varios subsistemas más pequeños que son: la Sierra de Huimanguillo, Sierra Madrigal, Sierra Poaná, Sierra de Tapijulapa, Sierra de Macuspana, y Sierra de Agua Blanca

## Geología
Los suelos de la sierra de Tabasco son de origen residual, formados in situ, a partir de rocas sedimentarias e ígneas y de suelos aluviales. La mayor parte de los suelos son suelos maduros, Acrisoles y Luvisoles y el resto son suelos jóvenes, Fluvisoles y Rendzinas; todos tienen un grado considerable de acidez debido al arrastre de nutrientes por las lluvias frecuentes. La Sierra de Macuspana en cambio, es un macizo montañoso de piedra caliza, con afloraciones de cristales de cuarzo transparente. 
En la sierra de Huimanguillo se presentan las rocas más antiguas que afloran en el estado de Tabasco, las cuales pertenecen al Cretácico superior. Los suelos de la zona son acrisoles, luvisoles, fluvisoles, y renzinas.

## Conformación
La sierra de Tabasco, está conformada por seis subsistemas más pequeños.

### Sierra de Huimanguillo

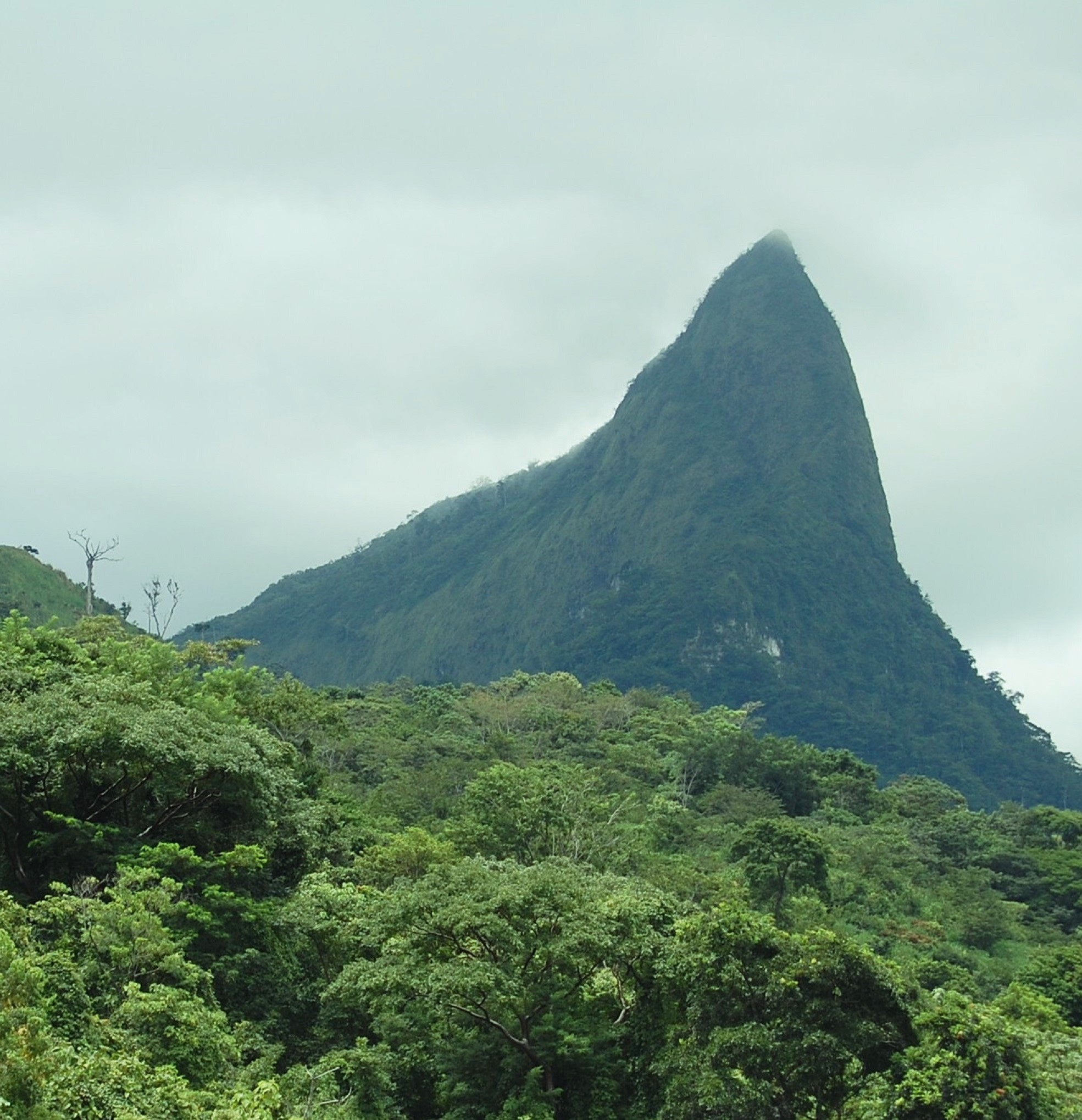
Cerro Mono Pelado (1000 m) en la Sierra de Huimanguillo, el punto más alto del estado de Tabasco.

Este subsistema se encuentra separado de los demás, y se localiza en la parte sur del municipio del mismo nombre, formando el límete con los estados de Veracruz y Chiapas. 
La topografía es accidentada, con pendientes de 25 a más de 75%. Aquí se encuentra el cerro Mono Pelado, que con sus 1 000 m de altura, es la cumbre más elevada del estado, se localizan también cuatro importantes formaciones montañosas conocidas como "La Pava" (con 880 m es la tercera elevación más importante de Tabasco), "La Ventana" (con 560 m), "Las Flores" y "La Copa", y otros de menor altura como "Chintul" y el "Pedregoso", además de innumerables depresiones y hondonadas. Este subsistema montañoso, es parte de la reserva ecológica de Agua Selva.

### Sierra Madrigal
Se localiza en los municipios de Teapa y Tacotalpa. En ella se localiza el Cerro El Madrigal, que con una altura de 900 m s. n. m. es la segunda cima más alta de Tabasco. 
Una parte de este subsistema, está incluido en la reserva ecológica Parque estatal Sierra de Tabasco, debido a su riqueza biológica y a que cuenta con uno de los últimos reductos de la selva alta perennifolia en Tabasco.

### Sierra Poaná
La sierra Poaná es un pequeño macizo montañoso localizado en el municipio de Tacotalpa, en la zona sur del estado de Tabasco. La formación geológica más importante de esta sierra lo constituye el cerro Poaná cuya altura máxima es de 560 m s. n. m.
Debido a su riqueza biológica, y a que posee uno de los últimos reductos de la selva tabasqueña, esta sierra se encuentra comprendida dentro de la reserva ecológica denominada Parque estatal Sierra de Tabasco. En esta sierra, en el año 2005 fueron descubiertos en el interior de una gruta los restos de 5 individuos, así como una ofrenda consistente en hachas de piedra, restos de cinabrio, orejeras de hueso, un pectoral, un cuchillo de pedernal, un punzón, agujas de hueso, un pequeño recipiente de cerámica, caparazones de tortuga, además de otros utensilios que constituyeron el ajuar mortuorio, yacían semienterrados en el barro e incrustados en la calcita solidificada.

### Sierra de Tapijulapa

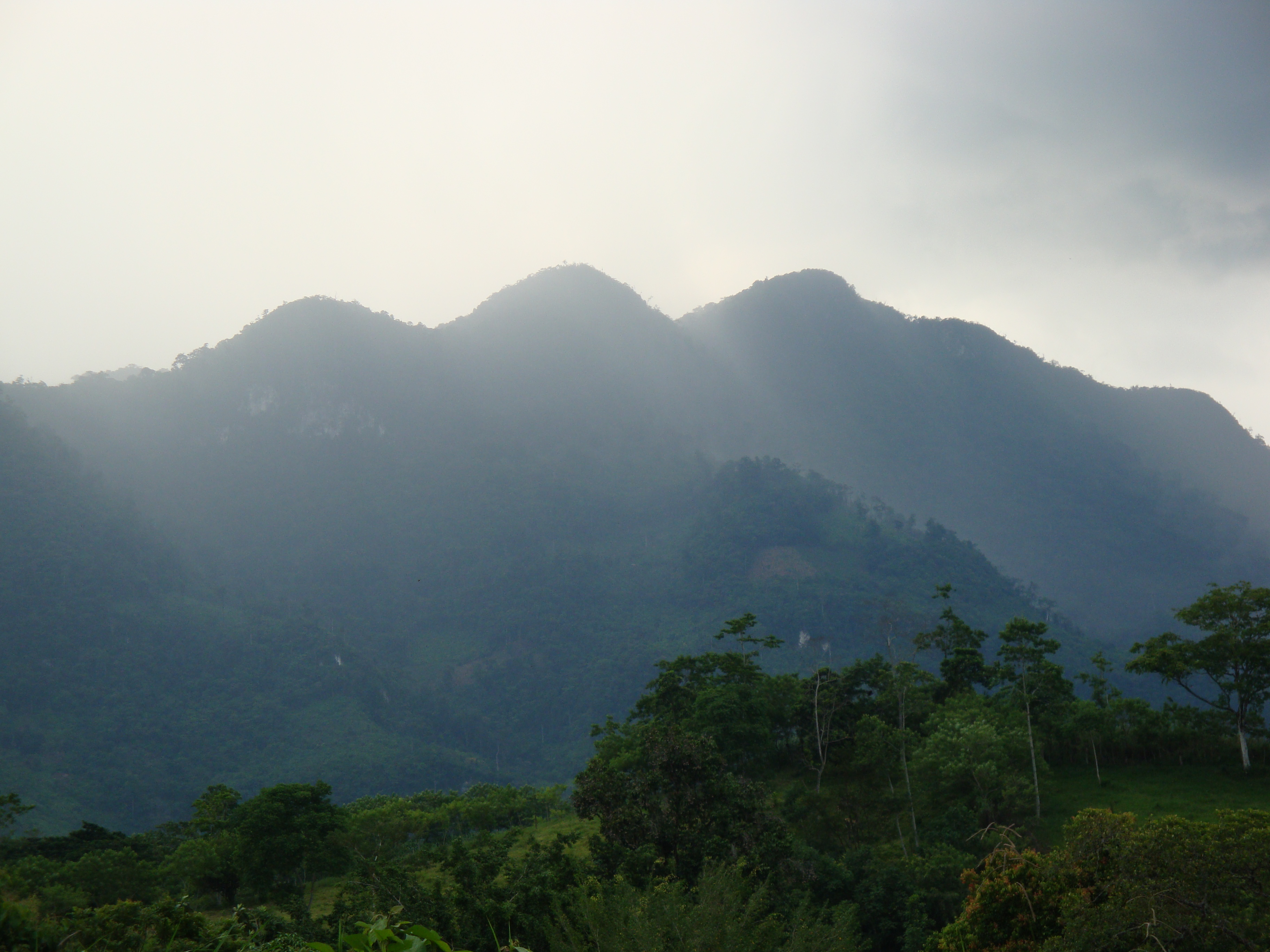
Cerro El Madrigal (900 m) en el municipio de Tacotalpa, el segundo más alto de Tabasco.

La sierra de Tapijulapa es un macizo montañoso localizado al sur del estado de Tabasco, y al sur de la sierra Poaná, en el municipio de Tacotalpa, su altura máxima no sobrepasa los 500 m.
Esta sierra se encuentra comprendida dentro de la reserva ecológica denominada Parque estatal Sierra de Tabasco, esto debido a su riqueza biológica, y a que posee uno de los últimos reductos de la selva alta perennifolia y media perennifolia en Tabasco, a su belleza, sus paisajes y a sus diversos atractivos turísticos.

### Sierra de Macuspana
Es un pequeño macizo montañoso localizado en el municipio del mismo nombre en el sur del estado, y que se distingue de los otros subsistemas que conforman la sierra de Tabasco, debido a que es una formación de piedra caliza y cuarzo transparente, con una gran cantidad de riscos o "paredones" con una pendiente casi vertical, contando con uno de los porcentajes más altos de toda la Sierra de Tabasco, teniendo el 63% de superficie con alta pendiente.
El punto más alto y principal formación gelológica de esta sierra, lo constituye el Cerro El Tortuguero, que cuenta con una altura máxima de 400 m s. n. m. Este cerro se distingue, porque en su parte media y cima, existió una ciudad maya que contó con 20 edificios principales y que la elevación natural del cerro sirvió como protección en contra de sus enemigos.

### Sierra de Agua Blanca

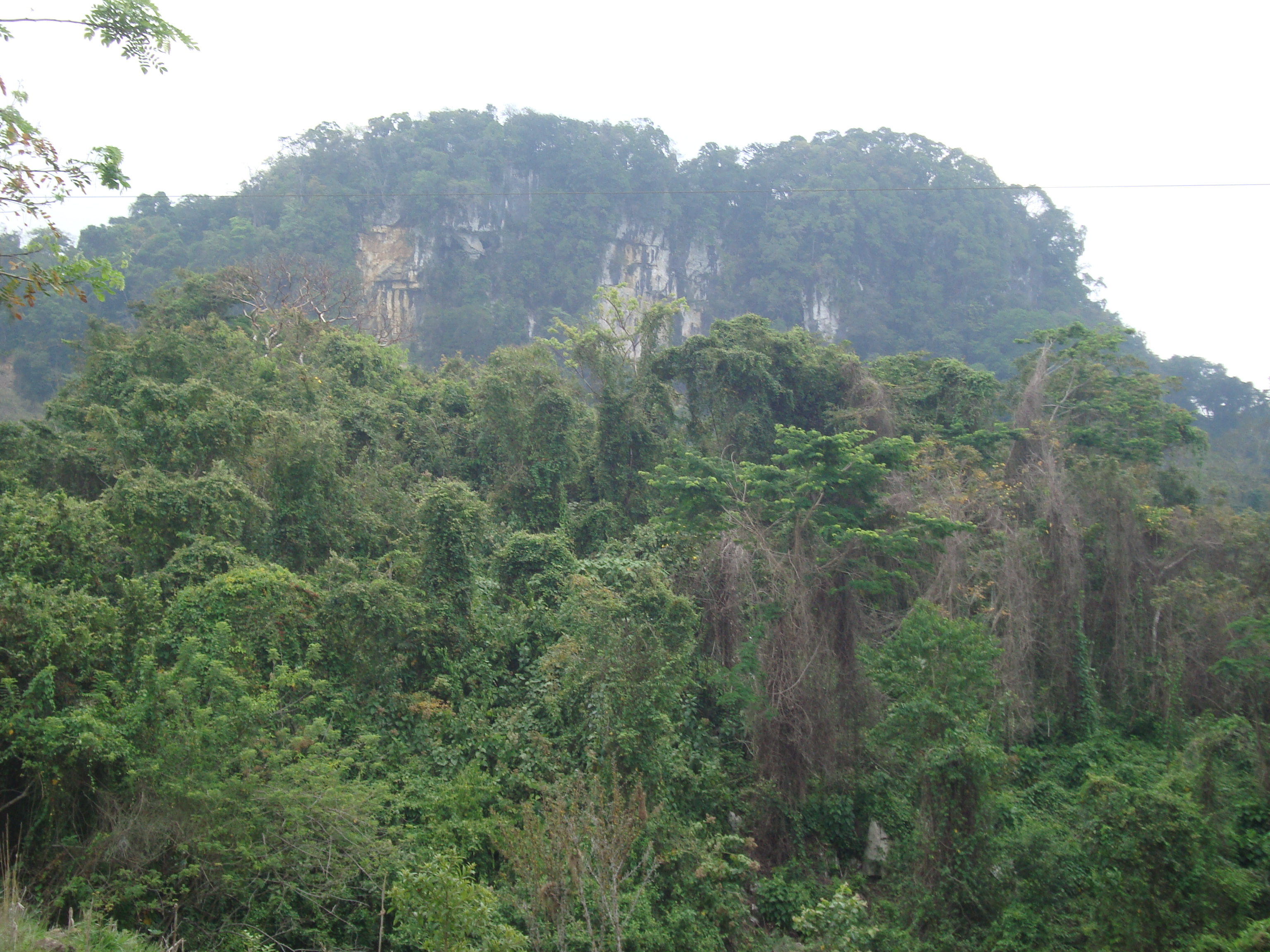
Paisaje en la Sierra de Agua Blanca, municipio de Macuspana.

La sierra de Agua Blanca, es el subsistema montañoso más oritental que conforma la sierra de Tabasco. Se localiza entre las coordenadas 17°38′30″ de latitud norte y 92° 27' 18" de longitud oeste. Colinda con ejidos, propiedades particulares y rancherías del municipio de Macuspana.
Las formaciones geológicas de esta sierra no sobrepasan los 400 m s. n. m. y cuentan en su mayoría con riscos de pendientes casi vertical. Debido a su riqueza biológica, su ojo de agua, grutas y cavernas, en esta sierra fue decretada la reserva ecológica de Agua Blanca. 

## Biodiversisdad
En la sierra de Tabasco se encuentran los últimos reductos de la selva alta perennifolia de Tabasco, por lo que cuenta con una gran cantidad de especies de flora y fauna, que en la actualidad se encuentran protegidas por tres reservas ecológicas.

### Flora
La sierra de Tabasco cuenta con varios tipos de vegetación. La cubierta vegetal es altamente diversa a nivel de especies, comunidades y ecosistemas, y uno de los ecosistemas más complejos, diversos y frágiles. Por otro lado, juega un papel muy importante en la regulación hidrológica a nivel regional, el control de la erosión y el mantenimiento de la humedad de los sueloscomo. Entre los tipos de vegetación existentes en la zona están la selva alta perennifolia, selva media perennifolia, selva baja
En esta sierra, se encuentran representadas una gran variedad de especies vegetales propias de la selva alta perennifolia, la cual se caracteriza por tener árboles de más de 45 m de alto como: ceiba, cedro, caoba, macayo, ramón, samán y jobo. Es muy común que los árboles cuenten con lianas que son leñosas y pueden alcanzar hasta los 200 m enrollándose alrededor de los árboles. También proliferan las plantas epífitas, como las orquídeas y las bromelias.
La selva mediana perennifolia, se caracteriza por tener árboles de 20 a 40 m de altura, aquí se encuentran árboles como chicozapote, higueras, palma real, sauce, y hule. Mientras que en la selva baja, se encuentran los árboles más pequeños, que crecen de 7 a 15 m de alto y lo constituyen principalmente las palmas, y los árboles de Macuilí, framboyán, tinto, jobo y el árbol de pan. 
También existen una gran cantidad de especies vegetales pequeñas como arbustos, helechos, Magnolias y plantas trepadoras.

### Fauna
La fauna en la sierra de Tabasco, es variada, aquí es posible encontrar especies que en otras partes del estado ya han desaparecido o se encuentran muy escasas debido a la destrucción de su hábitat o a la sobreexplotación, por lo que su hábitat se ha reducido a las partes altas de los cerros ya que lo escarpado de los mismos, hace difícil el acceso de los cazadores.

#### Mamíferos
Dentro de las especies existentes están el Jaguar, tigrillo, ocelote, tepezcuintle (Agouti paca), mono aullador (Alouatta palliata), mono araña (Ateles), ardilla, puerco de monte, armadillo, mapache, venado cola blanca, puerco de monte.

#### Reptiles
Habitan una gran cantidad de reptiles, entre los más representativos están: la iguana verde, garrobo, cascabel tropical, boa, y nauyaca.

#### Aves
La sierra de Tabasco representa un importante refugio para la anidación y alimentación de una gran cantidad de especies de aves, tanto migratorias como de la región, algunas de ellas consideradas bajo alguna categoría de riesgo como : loro coroniazul (Amazona farinosa), loro coroniblanco (Pionus senilis), pavo ocelado (Agriocharis ocellata), entre otras.

## Áreas naturales protegidas
En la sierra de Tabasco existen varias áreas naturales protegidas, decretadas bajo diferentes modalidades y que en su conjunto hacen una extensión de 19,152.20 hectáreas protegidas. 

### Reserva ecológica Agua Selva
Se localiza en el municipio de Huimanguillo, fue creada como área natural protegida en 1992, bajo la modalidad de reserva ecológica y cuenta con una extensión de 1 000 hectáreas protegiendo gran parte de la Sierra de Huimanguillo. 

### Parque estatal Sierra de Tabasco
Abarca parte de los municipios de Teapa y Tacotalpa. Fue decretada área natural protegida el 24 de febrero de 1988, bajo la modalidad de Parque estatal, al publicarse el decreto num. 0660 en el Periódico Oficial del estado de Tabasco. Cuenta con una extensión de 15 113.20 hectáreas, siendo la tercera área natural protegida más grande del estado, y abarca las sierras de Madrigal, Poaná y Tapijulapa.

### Parque estatal Agua Blanca
Se localiza en el municipio de Macuspana. Fue decretada área natural protegida el 19 de diciembre de 1987, bajo la modalidad de Parque estatal, al publicarse el decreto num. 0658 en el Periódico Oficial del Estado de Tabasco, y protege un total de 2 025 hectáreas de la Sierra de Agua Blanca.

### Reserva ecológica Yu-Balcah
La reserva ecológica Yu-Balcah en el municipio de Tacotalpa, cuenta con una extensión de 572 hectáreas que protege la selva mediana de Canacoite y selva alta de Pío, y que fue decretada el 10 de junio de 2000.

### Monumento ecológico Grutas de Coconá
Esta área natural protegida, fue decretada el 24 de febrero de 1988 con una extensión de 442 hectáreas en el municipio de Teapa, para proteger la selva alta y mediana perennifolia, así como las grutas ubicadas en el cerro del mismo nombre.

## Clima
El clima es cálido húmedo con lluvias todo el año. La sierra de Tabasco es la región que registra la mayor precipitación pluvial en México y la segunda a nivel mundial, teniendo un promedio anual que oscila entre los 2 214 y 3.862,6 mm aunque estas se acentúan más en la temporada de lluvias que se registra entre los meses de agosto a marzo, mientras que de abril a julio se registra un período de sequía, con algunas precipitaciones pluviales a partir de junio
La temperatura promedio anual oscila entre los 22 y 26.8 °C. Mientras que durante la temporada de invierno, las temperaturas pueden descender a los 15 o 10 °C.

## Hidrología
Por la sierra de Tabasco atraviesan diversos ríos, varios de los cuales provienen de las montañas altas de la Sierra Madre del Sur. En la zona central de la sierra de Tabasco que comprende los municipios de Teapa y Tacotalpa es donde se localizan los principales ríos, entre los que destacan el Oxolotán, Amatán, De la Sierra, Puxcatán, Almendro, y Puyacatengo.
En la zona de la sierra de Huimanguillo, los ríos más importantes son Chimalapa, Chintul, Playa, Las Flores, Pueblo Viejo y La Pava. Mientras que en la sierra de Agua Blanca el río más importante es el río Agua Blanca que nace en una de las grutas ubicada en la misma sierra. 